# 長山一也
長山 一也（ながやま かずや、1982年4月1日 - ）は、鹿児島県南さつま市出身の元サッカー選手、サッカー指導者。現役時代のポジションはMF。JFA公認S級コーチライセンスを保有する。

## 来歴
鹿児島市立桜島中学校出身で元サッカー日本代表の遠藤保仁は2学年上に当たる。帝京第三高等学校を経て、法政大学に進学。サッカー部では水沼貴史らから指導を受け、パサーとして所属リーグでアシスト王となるなど中核プレーヤーとして活躍。
大学卒業後、静岡FCを経てJFL所属のアローズ北陸に入団。2008年、所属チームとYKK APが合併し誕生したカターレ富山に加入。シーズン終盤にレギュラーを獲得すると、Jリーグに加盟した2009年は開幕からスタメンで起用され、チーム最多となる48試合に出場した。2010年、シーズン終了をもって現役を引退。2011年から富山の普及育成コーチに、2013年はU-15コーチに就任。
2014年、法政大学体育会サッカー部監督に就任。同年の総理大臣杯全日本大学サッカートーナメントで準優勝、関東大学サッカーリーグ戦2部で優勝し1部へ昇格。2017年の総理大臣杯で優勝した。2018年、第67回全日本大学サッカー選手権大会で優勝に導いた。
2023年シーズンより、カターレ富山のトップチームコーチに就任。
2025年シーズンより、松本山雅FCのトップチームコーチに就任。

## 所属クラブ
- 鹿児島市立桜島中学校
- 1997年 - 1999年 帝京第三高等学校
- 2000年 - 2003年 法政大学
- 2004年 静岡FC
- 2005年 - 2007年 アローズ北陸
- 2008年 - 2010年 カターレ富山

## 個人成績
| 国内大会個人成績 | 国内大会個人成績 | 国内大会個人成績 | 国内大会個人成績 | 国内大会個人成績 | 国内大会個人成績 | 国内大会個人成績 | 国内大会個人成績 | 国内大会個人成績 | 国内大会個人成績 | 国内大会個人成績 | 国内大会個人成績 |
| 年度             | クラブ           | 背番号           | リーグ           | リーグ戦         | リーグ戦         | リーグ杯         | リーグ杯         | オープン杯       | オープン杯       | 期間通算         | 期間通算         |
| 年度             | クラブ           | 背番号           | リーグ           | 出場             | 得点             | 出場             | 得点             | 出場             | 得点             | 出場             | 得点             |
| 日本             | 日本             | 日本             | 日本             | リーグ戦         | リーグ戦         | リーグ杯         | リーグ杯         | 天皇杯           | 天皇杯           | 期間通算         | 期間通算         |
| ---------------- | ---------------- | ---------------- | ---------------- | ---------------- | ---------------- | ---------------- | ---------------- | ---------------- | ---------------- | ---------------- | ---------------- |
| 2004             | 静岡FC           | 22               | 東海1部          |                  |                  | -                | -                |                  |                  |                  |                  |
| 2005             | 北陸             | 18               | JFL              | 15               | 0                | -                | -                | 3                | 0                | 18               | 0                |
| 2006             | 北陸             | 18               | JFL              | 21               | 0                | -                | -                | -                | -                | 21               | 0                |
| 2007             | 北陸             | 6                | JFL              | 18               | 0                | -                | -                | 2                | 0                | 20               | 0                |
| 2008             | 富山             | 5                | JFL              | 17               | 0                | -                | -                | 1                | 0                | 18               | 0                |
| 2009             | 富山             | 5                | J2               | 48               | 1                | -                | -                | 2                | 0                | 50               | 1                |
| 2010             | 富山             | 5                | J2               | 19               | 0                | -                | -                | 1                | 0                | 20               | 0                |
| 通算             | 日本             | 日本             | J2               | 67               | 1                | -                | -                | 3                | 0                | 70               | 1                |
| 通算             | 日本             | 日本             | JFL              | 71               | 0                | -                | -                | 6                | 0                | 77               | 0                |
| 通算             | 日本             | 日本             | 東海1部          |                  |                  | -                | -                |                  |                  |                  |                  |
| 総通算           | 総通算           | 総通算           | 総通算           |                  |                  | -                | -                |                  |                  |                  |                  |

- Jリーグ初出場 - 2009年3月7日 J2 第1節 対アビスパ福岡戦 (レベスタ)
- Jリーグ初得点 - 2009年12月5日 J2 第51節 対ファジアーノ岡山FC戦 (富山)

## 指導歴
- 2011年 - 2013年 カターレ富山
  - 2011年 - 2012年 普及育成コーチ[4]
  - 2013年 U-15コーチ[5]
- 2014年 - 2022年 法政大学
  - 2014年 - 2021年 監督 [6]
  - 2022年 アドバイザー
- 2023年 - 2024年 カターレ富山 
  - 2023年 トップチーム コーチ
  - 2024年 トップチーム ヘッドコーチ
- 2025年 - 松本山雅FC コーチ